# Llista d'espècies de saltícids (P)
Llista de les espècies de saltícids per ordre alfabètic, que comencen per la lletra P, descrites fins al 23 de maig del 2006.
- Per a les llistes d'espècies amb les altres lletres de l'alfabet, aneu a l'article principal: Llista d'espècies de saltícids.
- Per a la llista de tots els gèneres vegeu l'article Llista de gèneres de saltícids.

## Pachomius
Pachomius Peckham i Peckham, 1896
- Pachomius dybowskii (Taczanowski, 1871) (Mèxic fins a Equador, Brasil)
- Pachomius hadzji (Caporiacco, 1955) (Veneçuela)
- Pachomius maculosus (Chickering, 1946) (Panamà, Veneçuela)
- Pachomius peckhamorum Galiano, 1994 (Panamà)
- Pachomius sextus Galiano, 1994 (Veneçuela, Brasil)
- Pachomius villeta Galiano, 1994 (Colòmbia, Veneçuela)

## Pachyballus
Pachyballus Simon, 1900
- Pachyballus castaneus Simon, 1900 (Sud-àfrica)
- Pachyballus cordiformis Berland i Millot, 1941 (Costa d'Ivori)
- Pachyballus flavipes Simon, 1910 (Costa d'Ivori, Bioko)
  - Pachyballus flavipes aurantius Caporiacco, 1949 (Kenya)
- Pachyballus gambeyi (Simon, 1880) (Nova Caledònia)
- Pachyballus rotundus Wesolowska i van Harten, 1994 (Iemen)
- Pachyballus transversus Simon, 1900 (Guinea-Bissau, Congo, Zanzíbar, Sud-àfrica)
- Pachyballus variegatus Lessert, 1925 (Àfrica oriental)

## Pachyonomastus
Pachyonomastus Caporiacco, 1947
- Pachyonomastus kittenbergeri Caporiacco, 1947 (Àfrica oriental)

## Pachypoessa
Pachypoessa Simon, 1902
- Pachypoessa lacertosa Simon, 1902 (Sud-àfrica, Madagascar)
- Pachypoessa plebeja (L. Koch, 1875) (Africa)

## Padilla
Padilla Peckham i Peckham, 1894
- Padilla armata Peckham i Peckham, 1894 (Madagascar)
- Padilla cornuta (Peckham i Peckham, 1885) (Madagascar)
- Padilla glauca Simon, 1900 (Madagascar)
- Padilla javana Simon, 1900 (Java)
- Padilla lancearia Simon, 1900 (Madagascar)
- Padilla mantis Simon, 1900 (Madagascar)
- Padilla sartor Simon, 1900 (Madagascar)

## Palpelius
Palpelius Simon, 1903
- Palpelius albofasciatus Peckham i Peckham, 1907 (Borneo)
- Palpelius arboreus Peckham i Peckham, 1907 (Borneo)
- Palpelius beccarii (Thorell, 1881) (Moluques fins a Austràlia)
- Palpelius clarus Roewer, 1938 (Nova Guinea)
- Palpelius dearmatus (Thorell, 1881) (Queensland)
- Palpelius discedens Kulczyn'ski, 1910 (Bismarck Arch.)
- Palpelius fuscoannulatus (Strand, 1911) (Illes Aru)
- Palpelius kuekenthali (Pocock, 1897) (Moluques)
- Palpelius namosi Berry, Beatty i Prószynski, 1996 (Fiji)
- Palpelius nemoralis Peckham i Peckham, 1907 (Borneo)
- Palpelius trigyrus Berry, Beatty i Prószynski, 1996 (Illes Carolina)

## Panachraesta
Panachraesta Simon, 1900
- Panachraesta paludosa Simon, 1900 (Sri Lanka)

## Pancorius
Pancorius Simon, 1902
- Pancorius animosus Peckham i Peckham, 1907 (Borneo)
- Pancorius borneensis Simon, 1902 (Borneo)
- Pancorius changricus Zabka, 1990 (Bhutan)
- Pancorius crassipes (Karsch, 1881) (Paleàrtic)
- Pancorius curtus (Simon, 1877) (Filipines)
- Pancorius dabanis (Hogg, 1922) (Índia)
- Pancorius darjeelingianus Prószynski, 1992 (Índia)
- Pancorius dentichelis (Simon, 1899) (Sumatra)
- Pancorius fasciatus Peckham i Peckham, 1907 (Borneo)
- Pancorius goulufengensis Peng i cols., 1998 (Xina)
- Pancorius hainanensis Song i Chai, 1991 (Xina)
- Pancorius hongkong Song i cols., 1997 (Hong Kong)
- Pancorius kaskiae Zabka, 1990 (Nepal)
- Pancorius kohi Zhang, Song i Li, 2003 (Singapur)
- Pancorius magniformis Zabka, 1990 (Bhutan)
- Pancorius magnus Zabka, 1985 (Índia, Vietnam, Taiwan)
- Pancorius minutus Zabka, 1985 (Xina, Nepal, Vietnam)
- Pancorius naevius Simon, 1902 (Java, Sumatra)
- Pancorius protervus (Simon, 1902) (Malàisia)
- Pancorius relucens (Simon, 1901) (Hong Kong)
- Pancorius scoparius Simon, 1902 (Java)
- Pancorius submontanus Prószynski, 1992 (Índia)
- Pancorius tagorei Prószynski, 1992 (Índia)
- Pancorius taiwanensis Bao i Peng, 2002 (Taiwan)
- Pancorius thorelli (Simon, 1899) (Sumatra)
- Pancorius wangdicus Zabka, 1990 (Bhutan)

## Pandisus
Pandisus Simon, 1900
- Pandisus decorus Wanless, 1980 (Madagascar)
- Pandisus indicus Prószynski, 1992 (Índia)
- Pandisus modestus (Peckham i Wheeler, 1889) (Madagascar)
- Pandisus parvulus Wanless, 1980 (Madagascar)
- Pandisus sarae Wanless, 1980 (Madagascar)
- Pandisus scalaris Simon, 1900 (Madagascar)

## Panysinus
Panysinus Simon, 1901
- Panysinus grammicus Simon, 1902 (Índia)
- Panysinus nicholsoni (O. P.-Cambridge, 1899) (Java (Europa, introduït))
- Panysinus nitens Simon, 1901 (Malàisia, Sumatra)
- Panysinus semiargenteus (Simon, 1877) (Filipines)
- Panysinus semiermis Simon, 1902 (Sri Lanka)

## Paracyrba
Paracyrba Zabka i Kovac, 1996
- Paracyrba wanlessi Zabka i Kovac, 1996 (Malàisia)

## Paradamoetas
Paradamoetas Peckham i Peckham, 1885
- Paradamoetas carus (Peckham i Peckham, 1892) (Mèxic fins al Salvador)
- Paradamoetas changuinola Cutler, 1982 (Panamà)
- Paradamoetas fontanus (Levi, 1951) (EUA, Canadà)
- Paradamoetas formicinus Peckham i Peckham, 1885 (EUA fins a Nicaragua)

## Paradecta
Paradecta Bryant, 1950
- Paradecta darlingtoni Bryant, 1950 (Jamaica)
- Paradecta festiva Bryant, 1950 (Jamaica)
- Paradecta gratiosa Bryant, 1950 (Jamaica)
- Paradecta valida Bryant, 1950 (Jamaica)

## Paradescanso
Paradescanso Vellard, 1924
- Paradescanso fallax Vellard, 1924 (Brasil)

## Parafluda
Parafluda Chickering, 1946
- Parafluda banksi Chickering, 1946 (Panamà fins a Argentina)

## Paraharmochirus
Paraharmochirus Szombathy, 1915
- Paraharmochirus monstrosus Szombathy, 1915 (Nova Guinea)

## Paraheliophanus
Paraheliophanus Clark i Benoit, 1977
- Paraheliophanus jeanae Clark i Benoit, 1977 (St. Helena)
- Paraheliophanus napoleon Clark i Benoit, 1977 (St. Helena)
- Paraheliophanus sanctaehelenae Clark i Benoit, 1977 (St. Helena)
- Paraheliophanus subinstructus (O. P.-Cambridge, 1873) (St. Helena)

## Parajotus
Parajotus Peckham i Peckham, 1903
- Parajotus cinereus Wesolowska, 2004 (Congo, Uganda)
- Parajotus obscurofemoratus Peckham i Peckham, 1903 (Sud-àfrica)
- Parajotus refulgens Wesolowska, 2000 (Zimbabwe)

## Paramarpissa
Paramarpissa F. O. P.-Cambridge, 1901
- Paramarpissa albopilosa (Banks, 1902) (EUA, Mèxic)
- Paramarpissa griswoldi Logunov i Cutler, 1999 (EUA)
- Paramarpissa laeta Logunov i Cutler, 1999 (Mèxic)
- Paramarpissa piratica (Peckham i Peckham, 1888) (EUA, Mèxic)
- Paramarpissa sarta Logunov i Cutler, 1999 (Mèxic)
- Paramarpissa tibialis F. O. P.-Cambridge, 1901 (Mèxic)

## Paraneaetha
Paraneaetha Denis, 1947
- Paraneaetha diversa Denis, 1947 (Iemen)

## Paraphidippus
Paraphidippus F. O. P.-Cambridge, 1901
- Paraphidippus aurantius (Lucas, 1833) (EUA fins a Panamà, Greater Antilles)
- Paraphidippus basalis (Banks, 1904) (EUA)
- Paraphidippus disjunctus (Banks, 1898) (Mèxic fins a Costa Rica)
- Paraphidippus fartilis (Peckham i Peckham, 1888) (EUA fins a Costa Rica)
- Paraphidippus fulgidus (C. L. Koch, 1846) (Mèxic)
- Paraphidippus funebris (Banks, 1898) (Mèxic fins a Costa Rica)
- Paraphidippus fuscipes (C. L. Koch, 1846) (Mèxic)
- Paraphidippus incontestus (Banks, 1909) (Costa Rica)
- Paraphidippus inermis F. O. P.-Cambridge, 1901 (Mèxic fins a Costa Rica)
- Paraphidippus laniipes F. O. P.-Cambridge, 1901 (Mèxic)
- Paraphidippus luteus (Peckham i Peckham, 1896) (Honduras, Costa Rica)
- Paraphidippus mexicanus (Peckham i Peckham, 1888) (Mèxic)
- Paraphidippus nigropilosus (Banks, 1898) (Mèxic)
- Paraphidippus nitens (C. L. Koch, 1846) (Mèxic)

## Paraphilaeus
Paraphilaeus Zabka, 2003
- Paraphilaeus daemeli (Keyserling, 1883) (Queensland, Nova Gal·les del Sud)

## Paraplatoides
Paraplatoides Zabka, 1992
- Paraplatoides caledonicus (Berland, 1932) (Nova Caledònia)
- Paraplatoides christopheri Zabka, 1992 (Queensland)
- Paraplatoides hirsti Zabka, 1992 (Sud d'Austràlia)
- Paraplatoides longulus Zabka, 1992 (Queensland)
- Paraplatoides niger Zabka, 1992 (Nova Gal·les del Sud fins a Tasmania)
- Paraplatoides tenerrimus (L. Koch, 1879) (Queensland)

## Paraplexippus
Paraplexippus Franganillo, 1930
- Paraplexippus quadrisignatus Franganillo, 1930 (Cuba)
- Paraplexippus sexsignatus Franganillo, 1930 (Cuba)

## Parasaitis
Parasaitis Bryant, 1950
- Parasaitis femoralis Bryant, 1950 (Jamaica)

## Parathiodina
Parathiodina Bryant, 1943
- Parathiodina compta Bryant, 1943 (Hispaniola)

## Parkella
Parkella Chickering, 1946
- Parkella fusca Chickering, 1946 (Panamà)
- Parkella venusta Chickering, 1946 (Panamà)

## Parnaenus
Parnaenus Peckham i Peckham, 1896
- Parnaenus cuspidatus F. O. P.-Cambridge, 1901 (Guatemala, El Salvador)
- Parnaenus cyanidens (C. L. Koch, 1846) (Guatemala fins a Perú, Bolívia, Brasil, Guyana)
- Parnaenus metallicus (C. L. Koch, 1846) (Brasil, Argentina)

## Peckhamia
Peckhamia Simon, 1901
- Peckhamia americana (Peckham i Peckham, 1892) (EUA, Mèxic)
- Peckhamia argentinensis Galiano, 1986 (Argentina)
- Peckhamia picata (Hentz, 1846) (EUA, Canadà)
- Peckhamia prescotti Chickering, 1946 (El Salvador, Panamà)
- Peckhamia scorpionia (Hentz, 1846) (EUA, Canadà)
- Peckhamia seminola Gertsch, 1936 (EUA)
- Peckhamia variegata (F. O. P.-Cambridge, 1900) (Panamà)

## Pelegrina
Pelegrina Franganillo, 1930
- Pelegrina aeneola (Curtis, 1892) (North America)
- Pelegrina arizonensis (Peckham i Peckham, 1901) (North America)
- Pelegrina balia Maddison, 1996 (EUA)
- Pelegrina bicuspidata (F. O. P.-Cambridge, 1901) (Mèxic, Guatemala)
- Pelegrina bunites Maddison, 1996 (EUA, Mèxic)
- Pelegrina chaimona Maddison, 1996 (EUA, Mèxic)
- Pelegrina chalceola Maddison, 1996 (EUA)
- Pelegrina clavator Maddison, 1996 (Mèxic)
- Pelegrina clemata (Levi, 1951) (EUA, Canadà)
- Pelegrina dithalea Maddison, 1996 (EUA)
- Pelegrina edrilana Maddison, 1996 (Mèxic)
- Pelegrina exigua (Banks, 1892) (EUA)
- Pelegrina flaviceps (Kaston, 1973) (EUA, Canadà)
- Pelegrina flavipes (Peckham i Peckham, 1888) (EUA, Canadà)
- Pelegrina furcata (F. O. P.-Cambridge, 1901) (EUA, Mèxic)
- Pelegrina galathea (Walckenaer, 1837) (Canadà fins a Costa Rica, Bermuda)
- Pelegrina helenae (Banks, 1921) (EUA)
- Pelegrina huachuca Maddison, 1996 (EUA)
- Pelegrina insignis (Banks, 1892) (EUA, Canadà)
- Pelegrina kastoni Maddison, 1996 (EUA, Mèxic)
- Pelegrina montana (Emerton, 1891) (EUA, Canadà)
- Pelegrina morelos Maddison, 1996 (Mèxic)
- Pelegrina neoleonis Maddison, 1996 (Mèxic)
- Pelegrina ochracea (F. O. P.-Cambridge, 1901) (Mèxic, Guatemala)
- Pelegrina orestes Maddison, 1996 (EUA, Mèxic)
- Pelegrina pallidata (F. O. P.-Cambridge, 1901) (Mèxic fins a Nicaragua)
- Pelegrina peckhamorum (Kaston, 1973) (EUA)
- Pelegrina pervaga (Peckham i Peckham, 1909) (EUA)
- Pelegrina proterva (Walckenaer, 1837) (EUA, Canadà)
- Pelegrina proxima (Peckham i Peckham, 1901) (Bahames, Cuba, Hispaniola, Jamaica)
- Pelegrina sabinema Maddison, 1996 (EUA)
- Pelegrina sandaracina Maddison, 1996 (Mèxic fins a Nicaragua)
- Pelegrina tillandsiae (Kaston, 1973) (EUA)
- Pelegrina tristis Maddison, 1996 (EUA)
- Pelegrina variegata (F. O. P.-Cambridge, 1901) (de Mèxic fins a Panamà)
- Pelegrina verecunda (Chamberlin i Gertsch, 1930) (EUA, Mèxic)
- Pelegrina volcana Maddison, 1996 (Panamà)
- Pelegrina yucatecana Maddison, 1996 (Mèxic)

## Pellenes
Pellenes Simon, 1876
- Pellenes aethiopicus Strand, 1906 (Etiòpia)
- Pellenes albopilosus (Tyschchenko, 1965) (Rússia, Kazakhstan)
- Pellenes allegrii Caporiacco, 1935 (Àsia central, Índia)
- Pellenes amazonka Logunov, Marusik i Rakov, 1999 (Àsia central)
- Pellenes apacheus Lowrie i Gertsch, 1955 (EUA)
- Pellenes arciger (Walckenaer, 1837) (Migdia europeu)
- Pellenes badkhyzicus Logunov, Marusik i Rakov, 1999 (Turkmenistan)
- Pellenes beani Peckham i Peckham, 1903 (Sud-àfrica)
- Pellenes bonus Logunov, Marusik i Rakov, 1999 (Turkmenistan)
- Pellenes borisi Logunov, Marusik i Rakov, 1999 (Kazakhstan)
- Pellenes brevis (Simon, 1868) (Espanya, França, Alemanya, Rhodes)
- Pellenes bulawayoensis Wesolowska, 2000 (Zimbabwe)
- Pellenes canosus Simon, 1937 (França)
- Pellenes cinctipes (Banks, 1898) (Mèxic)
- Pellenes cingulatus Wesolowska i Russell-Smith, 2000 (Tanzània)
- Pellenes corticolens Chamberlin, 1924 (Mèxic)
- Pellenes crandalli Lowrie i Gertsch, 1955 (EUA)
- Pellenes dahli Lessert, 1915 (Uganda)
- Pellenes denisi Schenkel, 1963 (Tadjikistan, Xina)
- Pellenes diagonalis (Simon, 1868) (Corfu, Grècia, Turquia, Israel)
- Pellenes dilutus Logunov, 1995 (Àsia central)
- Pellenes durieui (Lucas, 1846) (Algèria)
- Pellenes dyali Roewer, 1951 (Pakistan)
- Pellenes epularis (O. P.-Cambridge, 1872) (Grècia fins a la Xina)
- Pellenes flavipalpis (Lucas, 1853) (Grècia, Creta, Xipre)
- Pellenes frischi (Audouin, 1826) (Iemen)
- Pellenes geniculatus (Simon, 1868) (Southern Paleàrtic, Tanzània, introduït fins a Bèlgica)
  - Pellenes geniculatus subsultans (Simon, 1868) (França)
- Pellenes gerensis Hu, 2001 (Xina)
- Pellenes gobiensis Schenkel, 1936 (Rússia, Mongòlia, Xina)
- Pellenes grammaticus Chamberlin, 1925 (EUA)
- Pellenes hadaensis Prószynski, 1993 (Aràbia Saudí)
- Pellenes hedjazensis Prószynski, 1993 (Aràbia Saudí)
- Pellenes iforhasorum Berland i Millot, 1941 (Sudan, Mali)
- Pellenes ignifrons (Grube, 1861) (EUA, Canadà, Rússia, Mongòlia)
- Pellenes inexcultus (O. P.-Cambridge, 1873) (St. Helena)
- Pellenes karakumensis Logunov, Marusik i Rakov, 1999 (Turkmenistan)
- Pellenes laevigatus (Simon, 1868) (Corfu, Líban)
- Pellenes lagrecai Cantarella i Alicata, 2002 (Itàlia)
- Pellenes lapponicus (Sundevall, 1833) (Paleàrtic)
- Pellenes levaillanti (Lucas, 1846) (Algèria)
- Pellenes levii Lowrie i Gertsch, 1955 (EUA)
- Pellenes limatus Peckham i Peckham, 1901 (EUA)
- Pellenes limbatus Kulczyn'ski, 1895 (Rússia, Àsia central, Mongòlia)
- Pellenes logunovi Marusik, Hippa i Koponen, 1996 (Rússia)
- Pellenes longimanus Emerton, 1913 (EUA)
- Pellenes lucidus Logunov i Zamanpoore, 2005 (Afganistan)
- Pellenes maderianus Kulczyn'ski, 1905 (Madeira, Israel)
- Pellenes marionis (Schmidt i Krause, 1994) (Illes Cap Verd)
- Pellenes mimicus Strand, 1906 (Etiòpia)
- Pellenes minimus (Caporiacco, 1933) (Líbia)
- Pellenes modicus Wesolowska i Russell-Smith, 2000 (Tanzània)
- Pellenes montanus (Emerton, 1894) (EUA, Canadà)
- Pellenes moreanus Metzner, 1999 (Grècia)
- Pellenes negevensis Prószynski, 2000 (Israel)
- Pellenes nigrociliatus (Simon, 1875) (Paleàrtic)
- Pellenes obliquostriatus Caporiacco, 1940 (Etiòpia)
- Pellenes pamiricus Logunov, Marusik i Rakov, 1999 (Tadjikistan)
- Pellenes peninsularis Emerton, 1925 (Canadà)
- Pellenes perexcultus Clark i Benoit, 1977 (St. Helena)
- Pellenes pseudobrevis Logunov, Marusik i Rakov, 1999 (Àsia central)
- Pellenes pulcher Logunov, 1995 (Rússia, Kazakhstan, Mongòlia)
- Pellenes pulcher Wesolowska, 2000 (Zimbabwe)
- Pellenes purcelli Lessert, 1915 (Uganda)
- Pellenes rufoclypeatus Peckham i Peckham, 1903 (Sud-àfrica)
- Pellenes seriatus (Thorell, 1875) (Grècia, Bulgària, Rússia, Àsia central)
- Pellenes shoshonensis Gertsch, 1934 (EUA)
- Pellenes sibiricus Logunov i Marusik, 1994 (Rússia, Àsia central, Mongòlia, Xina)
- Pellenes siculus Alicata i Cantarella, 2000 (Sicília)
- Pellenes stepposus (Logunov, 1991) (Rússia, Kazakhstan)
- Pellenes striolatus Wesolowska i van Harten, 2002 (Socotra)
- Pellenes sytchevskayae Logunov, Marusik i Rakov, 1999 (Uzbekistan, Turkmenistan)
- Pellenes tocharistanus Andreeva, 1976 (Àsia central)
- Pellenes tripunctatus (Walckenaer, 1802) (Paleàrtic)
- Pellenes turkmenicus Logunov, Marusik i Rakov, 1999 (Rússia, Àsia central)
- Pellenes unipunctus Saito, 1937 (Xina)
- Pellenes univittatus (Caporiacco, 1939) (Etiòpia)
- Pellenes vanharteni Wesolowska, 1998 (Illes Cap Verd)
- Pellenes washonus Lowrie i Gertsch, 1955 (EUA)
- Pellenes wrighti Lowrie i Gertsch, 1955 (EUA)

## Pellolessertia
Pellolessertia Strand, 1929
- Pellolessertia castanea (Lessert, 1927) (Camerun, Congo, Etiòpia)

## Penionomus
Penionomus Simon, 1903
- Penionomus dispar (Simon, 1889) (Nova Caledònia)
- Penionomus dyali Roewer, 1951 (Pakistan)
- Penionomus longipalpis (Simon, 1888) (Nova Caledònia)

## Pensacola
Pensacola Peckham i Peckham, 1885
- Pensacola castanea Simon, 1902 (Brasil)
- Pensacola cyaneochirus Simon, 1902 (Equador)
- Pensacola darlingtoni Bryant, 1943 (Hispaniola)
- Pensacola electa Bryant, 1943 (Hispaniola)
- Pensacola gaujoni Simon, 1902 (Equador)
- Pensacola maxillosa Bryant, 1943 (Hispaniola)
- Pensacola montana Bryant, 1943 (Hispaniola)
- Pensacola murina Simon, 1902 (Brasil, Guyana)
- Pensacola ornata Simon, 1902 (Brasil)
- Pensacola peckhami Bryant, 1943 (Hispaniola)
- Pensacola poecilocilia Caporiacco, 1955 (Veneçuela)
- Pensacola radians (Peckham i Peckham, 1896) (Panamà)
- Pensacola signata Peckham i Peckham, 1885 (Guatemala)
- Pensacola sylvestris (Peckham i Peckham, 1896) (Mèxic, Guatemala)
- Pensacola tuberculotibiata Caporiacco, 1955 (Veneçuela)

## Pensacolops
Pensacolops Bauab, 1983
- Pensacolops rubrovittata Bauab, 1983 (Brasil)

## Peplometus
Peplometus Simon, 1900
- Peplometus biscutellatus (Simon, 1887) (Àfrica occidental)
- Peplometus chlorophthalmus Simon, 1900 (Sud-àfrica)

## Phaeacius
Phaeacius Simon, 1900
- Phaeacius alabangensis Wijesinghe, 1991 (Filipines)
- Phaeacius biramosus Wijesinghe, 1991 (Sumatra)
- Phaeacius canalis Wanless, 1981 (Filipines)
- Phaeacius fimbriatus Simon, 1900 (Nepal, Java)
- Phaeacius lancearius (Thorell, 1895) (Índia, Birmània)
- Phaeacius leytensis Wijesinghe, 1991 (Filipines)
- Phaeacius mainitensis Barrion i Litsinger, 1995 (Filipines)
- Phaeacius malayensis Wanless, 1981 (Malàisia, Singapur, Sumatra)
- Phaeacius saxicola Wanless, 1981 (Nepal)
- Phaeacius wanlessi Wijesinghe, 1991 (Nepal, Sri Lanka)
- Phaeacius yunnanensis Peng i Kim, 1998 (Xina)

## Phanias
Phanias F. O. P.-Cambridge, 1901
- Phanias albeolus (Chamberlin i Ivie, 1941) (EUA)
- Phanias concoloratus (Chamberlin i Gertsch, 1930) (EUA)
- Phanias distans Banks, 1924 (Illes Galàpagos)
- Phanias dominatus (Chamberlin i Ivie, 1941) (EUA)
- Phanias flavostriatus F. O. P.-Cambridge, 1901 (Mèxic)
- Phanias furcifer (Gertsch, 1936) (EUA)
- Phanias furcillatus (F. O. P.-Cambridge, 1901) (Mèxic)
- Phanias harfordi (Peckham i Peckham, 1888) (EUA)
- Phanias monticola (Banks, 1895) (EUA)
- Phanias neomexicanus (Banks, 1901) (EUA)
- Phanias salvadorensis Kraus, 1955 (El Salvador)
- Phanias watonus (Chamberlin i Ivie, 1941) (EUA)

## Pharacocerus
Pharacocerus Simon, 1902
- Pharacocerus castaneiceps Simon, 1910 (Guinea-Bissau)
- Pharacocerus ebenauensis Strand, 1908 (Madagascar)
- Pharacocerus ephippiatus (Thorell, 1899) (Camerun)
- Pharacocerus fagei Berland i Millot, 1941 (Costa d'Ivori)
  - Pharacocerus fagei soudanensis Berland i Millot, 1941 (Mali)
  - Pharacocerus fagei verdieri Berland i Millot, 1941 (Guinea)
- Pharacocerus rubrocomatus Simon, 1910 (Congo)
- Pharacocerus sessor Simon, 1902 (Madagascar)
- Pharacocerus xanthopogon Simon, 1903 (Guinea Equatorial)

## Phaulostylus
Phaulostylus Simon, 1902
- Phaulostylus furcifer Simon, 1902 (Madagascar)
- Phaulostylus grammicus Simon, 1902 (Madagascar)
- Phaulostylus grandidieri Simon, 1902 (Madagascar)
- Phaulostylus leucolophus Simon, 1902 (Madagascar)

## Phausina
Phausina Simon, 1902
- Phausina bivittata Simon, 1902 (Sri Lanka)
- Phausina flavofrenata Simon, 1902 (Sri Lanka)
- Phausina guttipes Simon, 1902 (Sri Lanka)
- Phausina leucopogon Simon, 1905 (Java)

## Phiale
Phiale C. L. Koch, 1846
- Phiale albovittata Schenkel, 1953 (Veneçuela)
- Phiale aschnae Makhan, 2006 (Surinam)
- Phiale bicuspidata (F. O. P.-Cambridge, 1901) (Costa Rica, Panamà)
- Phiale bilobata (F. O. P.-Cambridge, 1901) (Guatemala, Panamà)
- Phiale bipunctata Mello-Leitão, 1947 (Brasil)
- Phiale bisignata (F. O. P.-Cambridge, 1901) (Mèxic, Guatemala)
- Phiale bryantae Roewer, 1951 (Antigua)
- Phiale bulbosa (F. O. P.-Cambridge, 1901) (Panamà)
- Phiale crocea C. L. Koch, 1846 (Panamà fins a Brasil)
- Phiale cruentata (Walckenaer, 1837) (Brasil, Guaiana Francesa)
- Phiale cubana Roewer, 1951 (Cuba)
- Phiale elegans (F. O. P.-Cambridge, 1901) (Panamà)
- Phiale flavescens (Peckham i Peckham, 1896) (Panamà)
- Phiale formosa (Banks, 1909) (Costa Rica)
- Phiale geminata (F. O. P.-Cambridge, 1901) (Panamà)
- Phiale gratiosa C. L. Koch, 1846 (Brasil, Paraguai, Argentina)
- Phiale guttata (C. L. Koch, 1846) (Costa Rica fins a Paraguai)
- Phiale hieroglyphica (F. O. P.-Cambridge, 1901) (Mèxic)
- Phiale huadquinae Chamberlin, 1916 (Perú)
- Phiale laticava (F. O. P.-Cambridge, 1901) (Guatemala)
- Phiale lehmanni Strand, 1908 (Colòmbia)
- Phiale longibarba (Mello-Leitão, 1943) (Brasil)
- Phiale mediocava (F. O. P.-Cambridge, 1901) (Mèxic, Guatemala)
- Phiale mimica (C. L. Koch, 1846) (Brasil)
- Phiale modestissima Caporiacco, 1947 (Guyana)
- Phiale niveoguttata (F. O. P.-Cambridge, 1901) (Panamà)
- Phiale ortrudae Galiano, 1981 (Equador)
- Phiale pallida (F. O. P.-Cambridge, 1901) (Guatemala)
- Phiale quadrimaculata (Walckenaer, 1837) (Brasil)
- Phiale radians (Blackwall, 1862) (Brasil)
- Phiale roburifoliata Holmberg, 1875 (Argentina)
- Phiale rubriceps (Taczanowski, 1871) (Guaiana Francesa)
- Phiale septemguttata (Taczanowski, 1871) (Guaiana Francesa)
- Phiale similis (Peckham i Peckham, 1896) (Trinidad)
- Phiale simplicicava (F. O. P.-Cambridge, 1901) (Mèxic, Panamà)
- Phiale tristis Mello-Leitão, 1945 (Argentina, Paraguai, Brasil)
- Phiale virgo C. L. Koch, 1846 (Surinam)

## Phidippus
Phidippus C. L. Koch, 1846
- Phidippus adonis Edwards, 2004 (Mèxic)
- Phidippus adumbratus Gertsch, 1934 (EUA)
- Phidippus aeneidens Taczanowski, 1878 (Perú)
- Phidippus albocinctus Caporiacco, 1947 (Guyana)
- Phidippus albulatus F. O. P.-Cambridge, 1901 (Mèxic)
- Phidippus amans Edwards, 2004 (Mèxic)
- Phidippus apacheanus Chamberlin i Gertsch, 1929 (EUA, Mèxic, Cuba)
- Phidippus ardens Peckham i Peckham, 1901 (EUA, Mèxic)
- Phidippus arizonensis (Peckham i Peckham, 1883) (EUA, Mèxic)
- Phidippus asotus Chamberlin i Ivie, 1933 (EUA, Mèxic)
- Phidippus audax (Hentz, 1845) (North America, introduït in Hawaii, Illes Lord Nicobar)
- Phidippus aureus Edwards, 2004 (EUA)
- Phidippus bengalensis Tikader, 1977 (Índia)
- Phidippus bidentatus F. O. P.-Cambridge, 1901 (EUA fins a Costa Rica)
- Phidippus birabeni Mello-Leitão, 1944 (Argentina)
- Phidippus boei Edwards, 2004 (EUA, Mèxic)
- Phidippus borealis Banks, 1895 (EUA, Canadà, Alaska)
- Phidippus calcuttaensis Biswas, 1984 (Índia)
- Phidippus californicus Peckham i Peckham, 1901 (North America)
- Phidippus cardinalis (Hentz, 1845) (EUA, Mèxic, possiblement Panamà)
- Phidippus carneus Peckham i Peckham, 1896 (EUA, Mèxic)
- Phidippus carolinensis Peckham i Peckham, 1909 (EUA, Mèxic)
- Phidippus cerberus Edwards, 2004 (Mèxic)
- Phidippus clarus Keyserling, 1885 (North America)
- Phidippus comatus Peckham i Peckham, 1901 (North America)
- Phidippus concinnus Gertsch, 1934 (EUA)
- Phidippus cruentus F. O. P.-Cambridge, 1901 (Mèxic)
- Phidippus cryptus Edwards, 2004 (EUA, Canadà)
- Phidippus dianthus Edwards, 2004 (Mèxic)
- Phidippus exlineae Caporiacco, 1955 (Veneçuela)
- Phidippus felinus Edwards, 2004 (EUA)
- Phidippus georgii Peckham i Peckham, 1896 (Mèxic fins a El Salvador)
- Phidippus guianensis Caporiacco, 1947 (Guyana)
- Phidippus hingstoni Mello-Leitão, 1948 (Guyana)
- Phidippus insignarius C. L. Koch, 1846 (EUA)
- Phidippus johnsoni (Peckham i Peckham, 1883) (North America)
- Phidippus kastoni Edwards, 2004 (EUA)
- Phidippus khandalaensis Tikader, 1977 (Índia)
- Phidippus lynceus Edwards, 2004 (EUA)
- Phidippus maddisoni Edwards, 2004 (Mèxic)
- Phidippus majumderi Biswas, 1999 (Bangladesh)
- Phidippus mimicus Edwards, 2004 (Mèxic)
- Phidippus morpheus Edwards, 2004 (EUA, Mèxic)
- Phidippus mystaceus (Hentz, 1846) (EUA)
- Phidippus nikites Chamberlin i Ivie, 1935 (EUA, Mèxic)
- Phidippus octopunctatus (Peckham i Peckham, 1883) (EUA, Mèxic)
- Phidippus olympus Edwards, 2004 (EUA)
- Phidippus otiosus (Hentz, 1846) (EUA)
- Phidippus phoenix Edwards, 2004 (EUA, Mèxic)
- Phidippus pius Scheffer, 1905 (EUA fins a Costa Rica)
- Phidippus pompatus Edwards, 2004 (Mèxic)
- Phidippus princeps (Peckham i Peckham, 1883) (EUA, Canadà)
- Phidippus pruinosus Peckham i Peckham, 1909 (EUA)
- Phidippus pulcherrimus Keyserling, 1885 (EUA)
- Phidippus punjabensis Tikader, 1974 (Índia)
- Phidippus purpuratus Keyserling, 1885 (EUA, Canadà)
- Phidippus putnami (Peckham i Peckham, 1883) (EUA)
- Phidippus regius C. L. Koch, 1846 (EUA, Índies Occidentals, Easter Island (introduït))
- Phidippus richmani Edwards, 2004 (EUA)
- Phidippus tenuis (Kraus, 1955) (El Salvador)
- Phidippus texanus Banks, 1906 (EUA, Mèxic)
- Phidippus tigris Edwards, 2004 (EUA)
- Phidippus toro Edwards, 1978 (EUA, Mèxic)
- Phidippus triangulifer Caporiacco, 1954 (Guaiana Francesa)
- Phidippus tux Pinter, 1970 (EUA, Mèxic)
- Phidippus tyrannus Edwards, 2004 (EUA, Mèxic)
- Phidippus tyrrelli Peckham i Peckham, 1901 (North America)
- Phidippus ursulus Edwards, 2004 (EUA)
- Phidippus venus Edwards, 2004 (Mèxic)
- Phidippus vexans Edwards, 2004 (EUA)
- Phidippus whitmani Peckham i Peckham, 1909 (EUA, Canadà)
- Phidippus workmani Peckham i Peckham, 1901 (EUA)
- Phidippus yashodharae Tikader, 1977 (Illes Andaman)
- Phidippus zebrinus Mello-Leitão, 1945 (Argentina)
- Phidippus zethus Edwards, 2004 (Mèxic)

## Philaeus
Philaeus Thorell, 1869
- Philaeus albovariegatus (Simon, 1871) (Espanya, Sicília)
- Philaeus chrysops (Poda, 1761) (Paleàrtic)
- Philaeus corrugatulus Strand, 1917 (Algèria)
- Philaeus fallax (Lucas, 1846) (Algèria)
- Philaeus jugatus (L. Koch, 1856) (Espanya)
- Philaeus pacificus Banks, 1902 (Illes Galàpagos)
- Philaeus raribarbis Denis, 1955 (Marroc)
- Philaeus ruber Peckham i Peckham, 1885 (Guatemala)
- Philaeus stellatus Franganillo, 1910 (Portugal)
- Philaeus steudeli Strand, 1906 (Àfrica occidental)
- Philaeus superciliosus Bertkau, 1883 (Alemanya (introduït))
- Philaeus varicus (Simon, 1868) (Espanya fins a Rússia)

## Philates
Philates Simon, 1900
- Philates chelifer (Simon, 1900) (Java, Borneo)
- Philates courti (Zabka, 1999) (Nova Guinea)
- Philates grammicus Simon, 1900 (Filipines, Indonesia)
- Philates platnicki (Zabka, 1999) (Nova Guinea)
- Philates proszynskii (Zabka, 1999) (Nova Guinea)
- Philates rafalskii (Zabka, 1999) (Nova Guinea)
- Philates szutsi Benjamin, 2004 (Borneo)
- Philates thaleri Benjamin, 2004 (Borneo)
- Philates variratae (Zabka, 1999) (Nova Guinea)
- Philates zschokkei Benjamin, 2004 (Indonesia)

## Phintella
Phintella Strand, 1906
- Phintella abnormis (Bösenberg i Strand, 1906) (Rússia, Xina, Corea, Japó)
- Phintella accentifera (Simon, 1901) (Índia, Xina, Vietnam)
- Phintella aequipeiformis Zabka, 1985 (Xina, Vietnam)
- Phintella aequipes (Peckham i Peckham, 1903) (Est Sud-àfrica)
  - Phintella aequipes minor (Lessert, 1925) (Àfrica oriental)
- Phintella arenicolor (Grube, 1861) (Rússia, Xina, Corea, Japó)
- Phintella argenteola (Simon, 1903) (Vietnam)
- Phintella assamica Prószynski, 1992 (Índia)
- Phintella bifurcata Prószynski, 1992 (Índia)
- Phintella bifurcilinea (Bösenberg i Strand, 1906) (Xina, Corea, Vietnam, Japó)
- Phintella bunyiae Barrion i Litsinger, 1995 (Filipines)
- Phintella castriesiana (Grube, 1861) (Paleàrtic)
- Phintella cavaleriei (Schenkel, 1963) (Xina, Corea)
- Phintella clathrata (Thorell, 1895) (Birmània)
- Phintella coonooriensis Prószynski, 1992 (Índia)
- Phintella debilis (Thorell, 1891) (Índia fins a Taiwan, Java)
- Phintella dives (Simon, 1899) (Sumatra)
- Phintella hainani Song, Gu i Chen, 1988 (Xina)
- Phintella incerta Wesolowska i Russell-Smith, 2000 (Tanzània)
- Phintella indica (Simon, 1901) (Índia)
- Phintella leucaspis (Simon, 1903) (Sumatra)
- Phintella linea (Karsch, 1879) (Rússia, Xina, Corea, Japó)
- Phintella lucai Zabka, 1985 (Vietnam)
- Phintella macrops (Simon, 1901) (Índia)
- Phintella multimaculata (Simon, 1901) (Sri Lanka)
- Phintella mussooriensis Prószynski, 1992 (Índia)
- Phintella nilgirica Prószynski, 1992 (Índia)
- Phintella parva (Wesolowska, 1981) (Rússia, Xina, Corea)
- Phintella piatensis Barrion i Litsinger, 1995 (Filipines)
- Phintella planiceps Berry, Beatty i Prószynski, 1996 (Illes Carolina)
- Phintella popovi (Prószynski, 1979) (Rússia, Xina, Corea)
- Phintella pygmaea (Wesolowska, 1981) (Xina)
- Phintella reinhardti (Thorell, 1891) (Illes Lord Nicobar)
- Phintella suavis (Simon, 1885) (Nepal fins a Malàisia)
- Phintella suknana Prószynski, 1992 (Índia)
- Phintella versicolor (C. L. Koch, 1846) (Xina, Corea, Taiwan, Japó, Sumatra, Hawaii)
- Phintella vittata (C. L. Koch, 1846) (Índia fins a les Filipines)
- Phintella volupe (Karsch, 1879) (Sri Lanka, Bhutan)

## Phlegra
Phlegra Simon, 1876
- Phlegra abessinica Strand, 1906 (Etiòpia)
- Phlegra albostriata Simon, 1901 (Sud-àfrica, Mozambique)
- Phlegra amitaii Prószynski, 1998 (Israel)
- Phlegra andreevae Logunov, 1996 (Àsia central)
- Phlegra bairstowi Simon, 1885 (Sud-àfrica)
- Phlegra bicognata Azarkina, 2004 (Ucraïna, Rússia, Kazakhstan)
- Phlegra bifurcata Schmidt i Piepho, 1994 (Illes Cap Verd)
- Phlegra bresnieri (Lucas, 1846) (Migdia europeu fins a l'Azerbaidjan, Tanzània)
  - Phlegra bresnieri meridionalis Strand, 1906 (Etiòpia)
- Phlegra chrysops Simon, 1890 (Iemen)
- Phlegra cinereofasciata (Simon, 1868) (França fins a Àsia central)
- Phlegra crumena Próchniewicz i Heciak, 1994 (Kenya)
- Phlegra desquamata Strand, 1906 (Etiòpia)
- Phlegra dhakuriensis (Tikader, 1974) (Pakistan, Índia)
- Phlegra dimentmani Prószynski, 1998 (Israel)
- Phlegra dunini Azarkina, 2004 (Turquia, Azerbaidjan)
- Phlegra fasciata (Hahn, 1826) (Paleàrtic)
- Phlegra ferberorum Prószynski, 1998 (Israel)
- Phlegra flavipes Denis, 1947 (Iemen)
- Phlegra fulvastra (Simon, 1868) (Sicília, Síria, Israel)
- Phlegra fulvotrilineata (Lucas, 1846) (Algèria)
- Phlegra hentzi (Marx, 1890) (EUA, Canadà)
- Phlegra imperiosa Peckham i Peckham, 1903 (Sud-àfrica)
- Phlegra insulana Schmidt i Krause, 1998 (Illes Cap Verd)
- Phlegra jacksoni Prószynski, 1998 (Israel)
- Phlegra kulczynskii Azarkina, 2004 (Rússia, Mongòlia, Kazakhstan)
- Phlegra levis Próchniewicz i Heciak, 1994 (Kenya)
- Phlegra levyi Prószynski, 1998 (Israel)
- Phlegra lineata (C. L. Koch, 1846) (Migdia europeu, Síria)
- Phlegra logunovi Azarkina, 2004 (Àsia central)
- Phlegra loripes Simon, 1876 (Portugal, Espanya, França)
- Phlegra lugubris Berland i Millot, 1941 (Costa d'Ivori, Burkina Faso)
  - Phlegra lugubris senegalensis Berland i Millot, 1941 (Senegal)
- Phlegra memorialis (O. P.-Cambridge, 1876) (Iemen)
- Phlegra micans Simon, 1901 (Hong Kong)
- Phlegra nitidiventris (Lucas, 1846) (Algèria)
- Phlegra nuda Próchniewicz i Heciak, 1994 (Kenya, Tanzània)
- Phlegra obscurimagna Azarkina, 2004 (Kirguizstan, Kazakhstan)
- Phlegra palestinensis Logunov, 1996 (Israel)
- Phlegra particeps (O. P.-Cambridge, 1872) (Israel fins a Bhutan)
- Phlegra parvula Wesolowska i Russell-Smith, 2000 (Tanzània)
- Phlegra pisarskii Zabka, 1985 (Xina, Vietnam)
- Phlegra pori Prószynski, 1998 (Iemen)
- Phlegra profuga Logunov, 1996 (Àsia central)
- Phlegra proxima Denis, 1947 (Iemen)
- Phlegra pusilla Wesolowska i van Harten, 1994 (Iemen)
- Phlegra rogenhoferi (Simon, 1868) (França, Austria)
- Phlegra rothi Prószynski, 1998 (Israel)
- Phlegra samchiensis Prószynski, 1978 (Bhutan)
- Phlegra sapphirina (Thorell, 1875) (Algèria)
- Phlegra semipullata Simon, 1901 (Hong Kong)
- Phlegra shulovi Prószynski, 1998 (Israel)
- Phlegra sierrana (Simon, 1868) (Espanya)
- Phlegra simoni L. Koch, 1882 (Mallorca)
- Phlegra simplex Wesolowska i Russell-Smith, 2000 (Tanzània)
- Phlegra sogdiana Charitonov, 1946 (Àsia central)
- Phlegra soudanica Berland i Millot, 1941 (Mali)
- Phlegra stephaniae Prószynski, 1998 (Israel)
- Phlegra suaverubens Simon, 1885 (Senegal)
- Phlegra swanii Mushtaq, Beg i Waris, 1995 (Pakistan)
- Phlegra tetralineata (Caporiacco, 1939) (Etiòpia, Iran)
- Phlegra theseusi Logunov, 2001 (Creta)
- Phlegra thibetana Simon, 1901 (Bhutan, Xina)
- Phlegra tillyae Prószynski, 1998 (Israel)
- Phlegra tristis Lessert, 1927 (Congo, Kenya)
- Phlegra tuzetae Berland i Millot, 1941 (Guinea)
- Phlegra varia Wesolowska i Russell-Smith, 2000 (Tanzània)
- Phlegra v-epigynalis Heçiak i Prószynski, 1998 (Israel, Síria)
- Phlegra yaelae Prószynski, 1998 (Tunísia, Israel)
- Phlegra yuzhongensis Yang i Tang, 1996 (Xina)

## Phyaces
Phyaces Simon, 1902
- Phyaces comosus Simon, 1902 (Sri Lanka)

## Pignus
Pignus Wesolowska, 2000
- Pignus lautissimum Wesolowska i Russell-Smith, 2000 (Tanzània)
- Pignus simoni (Peckham i Peckham, 1903) (Sud-àfrica)

## Pilia
Pilia Simon, 1902
- Pilia albicoma Szombathy, 1915 (Nova Guinea)
- Pilia escheri Reimoser, 1934 (Pakistan)
- Pilia saltabunda Simon, 1902 (Índia)

## Piranthus
Piranthus Thorell, 1895
- Piranthus casteti Simon, 1900 (Índia)
- Piranthus decorus Thorell, 1895 (Birmània)

## Platycryptus
Platycryptus Hill, 1979
- Platycryptus broadwayi (Peckham i Peckham, 1894) (Trinidad fins a Brasil)
- Platycryptus californicus (Peckham i Peckham, 1888) (North, Amèrica Central)
- Platycryptus undatus (De Geer, 1778) (North, Amèrica Central)

## Platypsecas
Platypsecas Caporiacco, 1955
- Platypsecas razzabonii Caporiacco, 1955 (Veneçuela)

## Plexippoides
Plexippoides Prószynski, 1984
- Plexippoides annulipedis (Saito, 1939) (Xina, Corea, Japó)
- Plexippoides arkit Logunov i Rakov, 1998 (Àsia central)
- Plexippoides cornutus Xie i Peng, 1993 (Xina)
- Plexippoides digitatus Peng i Li, 2002 (Xina)
- Plexippoides dilucidus Próchniewicz, 1990 (Bhutan)
- Plexippoides discifer (Schenkel, 1953) (Xina)
- Plexippoides doenitzi (Karsch, 1879) (Xina, Corea, Japó)
- Plexippoides flavescens (O. P.-Cambridge, 1872) (Grècia fins a Àsia central)
- Plexippoides gestroi (Dalmas, 1920) (Eastern Mediterrani)
- Plexippoides nishitakensis (Strand, 1907) (Japó)
- Plexippoides potanini Prószynski, 1984 (Xina)
- Plexippoides regius Wesolowska, 1981 (Rússia, Xina, Corea)
- Plexippoides szechuanensis Logunov, 1993 (Xina)
- Plexippoides tristis Próchniewicz, 1990 (Nepal)
- Plexippoides validus Xie i Yin, 1991 (Xina)
- Plexippoides zhangi Peng i cols., 1998 (Xina)

## Plexippus
Plexippus C. L. Koch, 1846
- Plexippus andamanensis (Tikader, 1977) (Illes Andaman)
- Plexippus aper Thorell, 1881 (Nova Guinea)
- Plexippus auberti Lessert, 1925 (Àfrica oriental)
- Plexippus bhutani Zabka, 1990 (Bhutan, Xina)
- Plexippus brachypus Thorell, 1881 (Illes Yule)
- Plexippus calcutaensis (Tikader, 1974) (Índia, Filipines)
- Plexippus clemens (O. P.-Cambridge, 1872) (Israel, Líbia, Iemen)
- Plexippus coccinatus Thorell, 1895 (Birmània)
- Plexippus devorans (O. P.-Cambridge, 1872) (Grècia fins a Àsia central)
- Plexippus fannae (Peckham i Peckham, 1896) (Guatemala, Colòmbia)
- Plexippus frendens Thorell, 1881 (Nova Guinea)
- Plexippus fuscus Rollard i Wesolowska, 2002 (Guinea)
- Plexippus incognitus Dönitz i Strand, 1906 (Xina, Corea, Taiwan, Japó)
- Plexippus insulanus Thorell, 1881 (Moluques)
- Plexippus kondarensis (Charitonov, 1951) (Àsia central)
- Plexippus luteus Badcock, 1932 (Paraguai)
- Plexippus niccensis Strand, 1906 (Japó)
- Plexippus ochropsis Thorell, 1881 (Nova Guinea)
- Plexippus paykulli (Audouin, 1826) (Cosmopolitan)
  - Plexippus paykulli nigrescens (Berland, 1933) (Illes Marqueses)
- Plexippus perfidus Thorell, 1895 (Birmània)
- Plexippus petersi (Karsch, 1878) (Africa fins al Japó, Filipines, Hawaii)
- Plexippus phyllus Karsch, 1878 (Nova Gal·les del Sud)
- Plexippus pokharae Zabka, 1990 (Nepal)
- Plexippus redimitus Simon, 1902 (Índia, Sri Lanka)
- Plexippus robustus (Bösenberg i Lenz, 1895) (Àfrica oriental)
- Plexippus rubrogularis Simon, 1902 (Sud-àfrica)
- Plexippus seladonicus C. L. Koch, 1846 (Mèxic)
- Plexippus setipes Karsch, 1879 (Turkmenistan, Xina, Corea, Vietnam, Japó)
- Plexippus stridulator Pocock, 1899 (Nova Bretanya)
- Plexippus taeniatus C. L. Koch, 1846 (Mèxic)
- Plexippus tectonicus Prószynski, 2003 (Israel)
- Plexippus tortilis Simon, 1902 (Àfrica occidental)
- Plexippus wesolowskae Biswas i Raychaudhuri, 1998 (Bangladesh)
- Plexippus yinae Peng i Li, 2003 (Xina)
- Plexippus zabkai Biswas, 1999 (Bangladesh)

## Pochyta
Pochyta Simon, 1901
- Pochyta albimana Simon, 1902 (Madagascar)
- Pochyta fastibilis Simon, 1903 (Guinea Equatorial)
- Pochyta insulana Simon, 1910 (Principe)
- Pochyta major Simon, 1902 (Guinea-Bissau)
- Pochyta moschensis Caporiacco, 1947 (Àfrica oriental)
- Pochyta occidentalis Simon, 1902 (Guinea-Bissau)
- Pochyta pannosa Simon, 1903 (Guinea Equatorial)
- Pochyta perezi Berland i Millot, 1941 (Guinea)
- Pochyta poissoni Berland i Millot, 1941 (Guinea)
- Pochyta pulchra (Thorell, 1899) (Camerun)
- Pochyta remyi Berland i Millot, 1941 (Guinea)
- Pochyta simoni Lessert, 1925 (Àfrica oriental)
- Pochyta solers Peckham i Peckham, 1903 (Zimbabwe)
- Pochyta spinosa Simon, 1901 (Àfrica occidental)

## Poecilorchestes
Poecilorchestes Simon, 1901
- Poecilorchestes decoratus Simon, 1901 (Nova Guinea)

## Poessa
Poessa Simon, 1902
- Poessa argenteofrenata Simon, 1902 (Madagascar)

## Polemus
Polemus Simon, 1902
- Polemus chrysochirus Simon, 1902 (Sierra Leone)
- Polemus galeatus Simon, 1902 (Sierra Leone)
- Polemus squamulatus Simon, 1902 (Sierra Leone)

## Porius
Porius Thorell, 1892
- Porius decempunctatus (Szombathy, 1915) (Nova Guinea)
- Porius papuanus (Thorell, 1881) (Nova Guinea)

## Portia
Portia Karsch, 1878
- Portia africana (Simon, 1885) (oest i centre d'Àfrica)
- Portia albimana (Simon, 1900) (Índia fins a Vietnam)
- Portia assamensis Wanless, 1978 (Índia fins a Malàisia)
- Portia crassipalpis (Peckham i Peckham, 1907) (Singapur, Borneo)
- Portia fimbriata (Doleschall, 1859) (Nepal, Sri Lanka, Taiwan fins a Austràlia)
- Portia heteroidea Xie i Yin, 1991 (Xina)
- Portia hoggi Zabka, 1985 (Vietnam)
- Portia jianfeng Song i Zhu, 1998 (Xina)
- Portia labiata (Thorell, 1887) (Sri Lanka fins a les Filipines)
- Portia orientalis Murphy i Murphy, 1983 (Hong Kong)
- Portia quei Zabka, 1985 (Xina, Vietnam)
- Portia schultzi Karsch, 1878 (Central, Est Sud-àfrica, Madagascar)
- Portia songi Tang i Yang, 1997 (Xina)
- Portia strandi Caporiacco, 1941 (Etiòpia)
- Portia wui Peng i Li, 2002 (Xina)
- Portia zhaoi Peng, Li i Chen, 2003 (Xina)

## Poultonella
Poultonella Peckham i Peckham, 1909
- Poultonella alboimmaculata (Peckham i Peckham, 1883) (EUA)
- Poultonella nuecesensis Cokendolpher i Horner, 1978 (EUA)

## Pristobaeus
Pristobaeus Simon, 1902
- Pristobaeus jocosus Simon, 1902 (Sulawesi)

## Proctonemesia
Proctonemesia Bauab i Soares, 1978
- Proctonemesia multicaudata Bauab i Soares, 1978 (Brasil)
- Proctonemesia secunda (Soares i Camargo, 1948) (Brasil)

## Prostheclina
Prostheclina Keyserling, 1882
- Prostheclina pallida Keyserling, 1882 (Eastern Austràlia)

## Proszynskiana
Proszynskiana Logunov, 1996
- Proszynskiana aeluriforma Logunov i Rakov, 1998 (Uzbekistan)
- Proszynskiana deserticola Logunov, 1996 (Kazakhstan)
- Proszynskiana iranica Logunov, 1996 (Turkmenistan)
- Proszynskiana starobogatovi Logunov, 1996 (Tadjikistan)
- Proszynskiana zonshteini Logunov, 1996 (Turkmenistan)

## Psecas
Psecas C. L. Koch, 1850
- Psecas bacelarae Caporiacco, 1947 (Guyana)
- Psecas barbaricus (Peckham i Peckham, 1894) (Trinidad)
- Psecas bubo (Taczanowski, 1871) (Guyana)
- Psecas chapoda (Peckham i Peckham, 1894) (Brasil)
- Psecas chrysogrammus (Simon, 1901) (Perú, Brasil)
- Psecas cyaneus (C. L. Koch, 1846) (Surinam)
- Psecas euoplus Chamberlin i Ivie, 1936 (Panamà)
- Psecas jaguatirica Mello-Leitão, 1941 (Colòmbia)
- Psecas pulcher Badcock, 1932 (Paraguai)
- Psecas rubrostriatus Schmidt, 1956 (Colòmbia)
- Psecas sumptuosus (Perty, 1833) (Panamà fins a Argentina)
- Psecas vellutinus Mello-Leitão, 1948 (Guyana)
- Psecas viridipurpureus (Simon, 1901) (Brasil)
- Psecas zonatus Galiano, 1963 (Brasil)

## Pselcis
Pselcis Simon, 1903
- Pselcis latefasciata (Simon, 1877) (Filipines)

## Pseudamphidraus
Pseudamphidraus Caporiacco, 1947
- Pseudamphidraus niger Caporiacco, 1947 (Guyana)
- Pseudamphidraus variegatus Caporiacco, 1947 (Guyana)

## Pseudamycus
Pseudamycus Simon, 1885
- Pseudamycus albomaculatus (Hasselt, 1882) (Malàisia fins a Java)
- Pseudamycus amabilis Peckham i Peckham, 1907 (Borneo)
- Pseudamycus bhutani Zabka, 1990 (Bhutan)
- Pseudamycus canescens Simon, 1899 (Sumatra)
- Pseudamycus evarchanus Strand, 1915 (Nova Bretanya)
- Pseudamycus flavopubescens Simon, 1899 (Sumatra)
- Pseudamycus hasselti Zabka, 1985 (Vietnam)
- Pseudamycus himalaya (Tikader, 1967) (Índia)
- Pseudamycus sylvestris Peckham i Peckham, 1907 (Borneo)
- Pseudamycus validus (Thorell, 1877) (Sulawesi)

## Pseudattulus
Pseudattulus Caporiacco, 1947
- Pseudattulus beieri Caporiacco, 1955 (Veneçuela)
- Pseudattulus incertus Caporiacco, 1955 (Veneçuela)
- Pseudattulus kratochvili Caporiacco, 1947 (Guyana)

## Pseudemathis
Pseudemathis Simon, 1902
- Pseudemathis trifida Simon, 1902 (Mauritius, Reunion)

## Pseudeuophrys
Pseudeuophrys Dahl, 1912
- Pseudeuophrys erratica (Walckenaer, 1826) (Paleàrtic (EUA, introduït))
- Pseudeuophrys iwatensis Bohdanowicz i Prószynski, 1987 (Rússia, Xina, Corea, Japó)
- Pseudeuophrys lanigera (Simon, 1871) (oest i centre d'Europa)
- Pseudeuophrys nebrodensis Alicata i Cantarella, 2000 (Sicília)
- Pseudeuophrys obsoleta (Simon, 1868) (Paleàrtic)
- Pseudeuophrys pallidipes Dobroruka, 2002 (Creta)
- Pseudeuophrys pascualis (O. P.-Cambridge, 1872) (Israel)
- Pseudeuophrys vafra (Blackwall, 1867) (Açores, Madeira, Mediterrani)

## Pseudicius
Pseudicius Simon, 1885
- Pseudicius afghanicus (Andreeva, Heciak i Prószynski, 1984) (Afganistan)
- Pseudicius africanus Peckham i Peckham, 1903 (Sud-àfrica)
- Pseudicius alter Wesolowska, 2000 (Zimbabwe)
- Pseudicius amicus Prószynski, 2000 (Middle East)
- Pseudicius andamanius (Tikader, 1977) (Illes Andaman)
- Pseudicius arabicus (Wesolowska i van Harten, 1994) (Iemen, Afganistan)
- Pseudicius badius (Simon, 1868) (Migdia europeu)
- Pseudicius bipunctatus Peckham i Peckham, 1903 (Sud-àfrica)
- Pseudicius braunsi Peckham i Peckham, 1903 (Sud-àfrica, Iemen, Turkmenistan)
- Pseudicius cambridgei Prószynski i Zochowska, 1981 (Àsia central, Xina)
- Pseudicius chinensis Logunov, 1995 (Xina)
- Pseudicius cinctus (O. P.-Cambridge, 1885) (Àsia central fins a la Xina)
- Pseudicius courtauldi Bristowe, 1935 (Grècia fins a la Xina)
- Pseudicius cultrifer Caporiacco, 1948 (Europa de l'Est)
- Pseudicius daitaricus Prószynski, 1992 (Índia)
- Pseudicius datuntatus Logunov i Zamanpoore, 2005 (Afganistan)
- Pseudicius decemnotatus Simon, 1885 (Singapur)
- Pseudicius delesserti Caporiacco, 1941 (Etiòpia)
- Pseudicius deletus (O. P.-Cambridge, 1885) (Xina)
- Pseudicius elmenteitae Caporiacco, 1949 (Kenya)
- Pseudicius encarpatus (Walckenaer, 1802) (Europa fins a Àsia central)
- Pseudicius espereyi Fage, 1921 (Grècia)
- Pseudicius eximius Wesolowska i Russell-Smith, 2000 (Tanzània)
- Pseudicius flavipes (Caporiacco, 1935) (Turkmenistan, Pakistan)
- Pseudicius frigidus (O. P.-Cambridge, 1885) (Afganistan, Pakistan, Índia, Xina)
- Pseudicius ghesquieri (Giltay, 1935) (Congo)
- Pseudicius histrionicus Simon, 1902 (Sud-àfrica)
- Pseudicius icioides (Simon, 1884) (Sudan)
- Pseudicius kaszabi (Zabka, 1985) (Vietnam)
- Pseudicius koreanus Wesolowska, 1981 (Xina, Corea, Japó)
- Pseudicius kraussi (Marples, 1964) (Illes Marshall, Illes Cook, Samoa)
- Pseudicius kulczynskii Nosek, 1905 (Grècia, Turquia, Síria)
- Pseudicius ludhianaensis (Tikader, 1974) (Índia)
- Pseudicius manillaensis Prószynski, 1992 (Filipines)
- Pseudicius marshi (Peckham i Peckham, 1903) (Sud-àfrica)
- Pseudicius maureri Prószynski, 1992 (Malàisia)
- Pseudicius mikhailovi Prószynski, 2000 (Israel)
- Pseudicius miriae Prószynski, 2000 (Israel)
- Pseudicius mirus Wesolowska i van Harten, 2002 (Socotra)
- Pseudicius modestus Simon, 1885 (Índia)
- Pseudicius musculus Simon, 1901 (Algèria, Sud-àfrica)
- Pseudicius nepalicus (Andreeva, Heciak i Prószynski, 1984) (Nepal, Índia)
- Pseudicius nuclearis Prószynski, 1992 (Illes Marshall, Illes Carolina)
- Pseudicius oblongus Peckham i Peckham, 1894 (Brasil)
- Pseudicius okinawaensis Prószynski, 1992 (Okinawa)
- Pseudicius originalis (Zabka, 1985) (Vietnam)
- Pseudicius palaestinensis Strand, 1915 (Israel)
- Pseudicius philippinensis Prószynski, 1992 (Filipines)
- Pseudicius picaceus (Simon, 1868) (Mediterrani fins a l'Azerbaidjan)
- Pseudicius pseudocourtauldi Logunov, 1999 (Armenia)
- Pseudicius pseudoicioides (Caporiacco, 1935) (Himalayas)
- Pseudicius punctatus (Marples, 1957) (Fiji, Samoa, Illes Carolina)
- Pseudicius reiskindi Prószynski, 1992 (Borneo)
- Pseudicius rudakii Prószynski, 1992 (Iran)
- Pseudicius seychellensis Wanless, 1984 (Seychelles)
- Pseudicius sheherezadae Prószynski, 1989 (Aràbia Saudí)
- Pseudicius shirinae Prószynski, 1989 (Aràbia Saudí)
- Pseudicius sindbadi Prószynski, 1989 (Aràbia Saudí)
- Pseudicius siticulosus Peckham i Peckham, 1909 (EUA)
- Pseudicius solomonensis Prószynski, 1992 (Illes Salomó)
- Pseudicius spasskyi (Andreeva, Heciak i Prószynski, 1984) (Àsia central)
- Pseudicius spiniger (O. P.-Cambridge, 1872) (Sudan fins a Síria)
- Pseudicius szechuanensis Logunov, 1995 (Xina)
- Pseudicius tamaricis Simon, 1885 (Nord d'Àfrica, Israel, Aràbia Saudí)
- Pseudicius tokarensis (Bohdanowicz i Prószynski, 1987) (Japó)
- Pseudicius tripunctatus Prószynski, 1989 (Aràbia Saudí)
- Pseudicius unicus (Peckham i Peckham, 1894) (Madagascar)
- Pseudicius vankeeri Metzner, 1999 (Grècia)
- Pseudicius vesporum Prószynski, 1992 (Filipines)
- Pseudicius vulpes (Grube, 1861) (Rússia, Xina, Corea, Japó)
- Pseudicius wenshanensis He i Hu, 1999 (Xina)
- Pseudicius wesolowskae Zhu i Song, 2001 (Xina)
- Pseudicius yunnanensis (Schenkel, 1963) (Xina)
- Pseudicius zabkai Song i Zhu, 2001 (Xina)
- Pseudicius zebra Simon, 1902 (Sud-àfrica)

## Pseudocorythalia
Pseudocorythalia Caporiacco, 1938
- Pseudocorythalia subinermis Caporiacco, 1938 (Guatemala)

## Pseudofluda
Pseudofluda Mello-Leitão, 1928
- Pseudofluda pulcherrima Mello-Leitão, 1928 (Brasil)

## Pseudomaevia
Pseudomaevia Rainbow, 1920
- Pseudomaevia cognata Rainbow, 1920 (Illes Lord Howe)
- Pseudomaevia insulana Berland, 1942 (Polinèsia)
  - Pseudomaevia insulana aorai Berland, 1942 (Tahití)

## Pseudopartona
Pseudopartona Caporiacco, 1954
- Pseudopartona ornata Caporiacco, 1954 (Guaiana Francesa)

## Pseudoplexippus
Pseudoplexippus Caporiacco, 1947
- Pseudoplexippus unicus Caporiacco, 1947 (Tanzània)

## Pseudosynagelides
Pseudosynagelides Zabka, 1991
- Pseudosynagelides australensis Zabka, 1991 (Queensland)
- Pseudosynagelides bunya Zabka, 1991 (Queensland)
- Pseudosynagelides elae Zabka, 1991 (Queensland)
- Pseudosynagelides monteithi Zabka, 1991 (Queensland)
- Pseudosynagelides raveni Zabka, 1991 (Queensland, Nova Gal·les del Sud)
- Pseudosynagelides yorkensis Zabka, 1991 (Queensland)

## Ptocasius
Ptocasius Simon, 1885
- Ptocasius fulvonitens Simon, 1902 (Sri Lanka)
- Ptocasius gratiosus Peckham i Peckham, 1907 (Singapur)
- Ptocasius kinhi Zabka, 1985 (Xina, Vietnam)
- Ptocasius linzhiensis Hu, 2001 (Xina)
- Ptocasius montiformis Song, 1991 (Xina)
- Ptocasius plumipalpis (Thorell, 1895) (Birmània)
- Ptocasius songi Logunov, 1995 (Xina)
- Ptocasius strupifer Simon, 1901 (Xina, Hong Kong, Taiwan, Vietnam)
- Ptocasius variegatus Logunov, 1995 (Kazakhstan)
- Ptocasius vittatus Song, 1991 (Xina)
- Ptocasius weyersi Simon, 1885 (Sumatra)
- Ptocasius yunnanensis Song, 1991 (Xina)

## Pystira
Pystira Simon, 1901
- Pystira cyanothorax (Thorell, 1881) (Nova Guinea)
- Pystira ephippigera (Simon, 1885) (Sumatra)
- Pystira karschi (Thorell, 1881) (Nova Guinea, Illes Aru)
- Pystira nigripalpis (Thorell, 1877) (Sulawesi)
- Pystira versicolor Dyal, 1935 (Pakistan)